# Agaocephalini
Agaocephalini — триба пластинчатоусых из подсемейства Dynastinae.

## Описание
Голова и переднеспинка носят рога или бугорки. Булава усиков обычно маленькая. Жвалы широкие, с зубьями или без них. Надкрылья в беспорядочных окраплениях и точках. Пропигидий без стридуляции.

## Распространение
Члены Agaocephalini распространены исключительно в тропиках Нового Света.

## Систематика
Триба включает в себя 11 родов с 40 видами.

### Перечень родов
- Aegopsis Burmeister, 1847
- Agaocephala Serville, 1825
- Antodon Bréme, 1844
- Brachysiderus Waterhouse, 1881
- Colacus Ohaus, 1910
- Democrates Burmeister, 1847
- Gnathogolofa Arrow, 1914
- Horridocalia Endrödi, 1974
- Lycomedes Breme, 1844
- Mitracephala Thomson, 1859
- Spodistes Burmeister, 1847